# Tatia intermedia
El barbudito (en Ecuador) o kere kere (en el Perú) (Tatia intermedia) es una especie de pez de la familia Auchenipteridae en el orden de los Siluriformes.

## Morfología
La longitud máxima descrita es de 12 cm. Se diferencia de otras especies del género por tener una amplia fontanela craneal elíptica; proceso postcleitral corto que no alcanza la vertical que pasa por el origen de la aleta dorsal; variable de coloración del cuerpo, generalmente con manchas elípticas a lo largo de los lados del cuerpo, grandes ejemplares con manchas tenues, o bien presentan un patrón de color pálido marrón uniforme; la aleta caudal con pequeñas manchas o de color marrón pálido.

## Distribución y hábitat
Se encuentran en los ríos de América del Sur: río Araguaia, río Tocantins, río Xingú y río Capim, tributarios del bajo río Amazonas en Brasil, ríos costeros de Surinam y en el río Esequibo (Guyana), de hábitat bentopelágico y clima tropical.